# Paratemnoides singularis
Paratemnoides singularis är en spindeldjursart som först beskrevs av Beier 1965.  Paratemnoides singularis ingår i släktet Paratemnoides och familjen Atemnidae. Inga underarter finns listade i Catalogue of Life.